# Brucea macrocarpa
Brucea macrocarpa är en bittervedsväxtart som beskrevs av B. Stannard. Brucea macrocarpa ingår i släktet Brucea och familjen bittervedsväxter. Inga underarter finns listade i Catalogue of Life.